# Polytrichaphis fragilis
Polytrichaphis fragilis är en insektsart. Polytrichaphis fragilis ingår i släktet Polytrichaphis och familjen långrörsbladlöss. Inga underarter finns listade i Catalogue of Life.